# Thorsten Holzhauser
Thorsten Holzhauser (* 1985 in Kaiserslautern) ist ein deutscher Historiker und Politikwissenschaftler, der insbesondere zur Demokratie- und Parteiengeschichte forscht. Er ist seit Januar 2025 Geschäftsführer der Stiftung Bundespräsident-Theodor-Heuss-Haus.

## Leben
Thorsten Holzhauser studierte als Stipendiat der Studienstiftung des deutschen Volkes Geschichte, Germanistik und Bildungswissenschaften sowie Politikwissenschaft an der Johannes Gutenberg-Universität Mainz. Dort war er von 2013 bis 2020 als wissenschaftlicher Mitarbeiter tätig. 2018 wurde er mit einer Arbeit zur Integrationsgeschichte der Partei des demokratischen Sozialismus (PDS) im vereinten Deutschland mit summa cum laude zum Dr. phil. promoviert. Das Buch mit dem Titel Die „Nachfolgepartei“ wurde vielfach positiv rezensiert und gilt als Standardwerk zur Geschichte der PDS/Linkspartei.
Im Jahr 2017 nahm Holzhauser eine Gastdozentur als Teaching Fellow an der University of Glasgow wahr und bearbeitete danach in Mainz ein Post-Doc-Projekt zur Auseinandersetzung mit NS-Belastung und Kollaboration in Westdeutschland, Österreich und Frankreich nach dem Zweiten Weltkrieg. Von Januar 2021 bis 2025 war er wissenschaftlicher Mitarbeiter der Stiftung Bundespräsident-Theodor-Heuss-Haus in Stuttgart. Dort hat er als Kurator unter anderem an der 2023 eröffneten Dauerausstellung „Demokratie als Lebensform“ mitgewirkt. Im Januar 2025 trat er die Nachfolge von Thomas Hertfelder als Geschäftsführer und Vorstandsmitglied der Stiftung an.
Zu seinen Forschungsschwerpunkten zählen die Geschichte der Demokratie und der politischen Parteien, vor allem der politischen Linken und des Liberalismus. Neben wissenschaftlichen Fachpublikationen veröffentlicht er in Zeitungen und Magazinen wie Zeit Online, Tageszeitung (taz), Frankfurter Allgemeine Zeitung, Merkur und Geschichte der Gegenwart. Für deutsche und internationale Medien nimmt er zudem häufiger zur Parteien- und Koalitionspolitik sowie zu demokratiepolitischen Themen Stellung. Er gilt als Experte für die Geschichte und Entwicklung der Parteien Die Linke und Bündnis Sahra Wagenknecht.

## Publikationen (Auswahl)

### Monographien
- Liberalismus und Zensur. Theodor Heuss und der Kampf um die "Schund- und Schmutzliteratur" in der Weimarer Republik. (= Kleine Reihe. 42). Stiftung Bundespräsident-Theodor-Heuss-Haus, Stuttgart 2024, ISBN 978-3-942302-21-0.
- Nicht links oder rechts, sondern beides? Das Bündnis Sahra Wagenknecht nach der Europawahl (= Notes du Cerfa, Nr. 178). Institut français des relations internationales, Paris 2024, ISBN 979-10-373-0886-3 (frz. Ni à gauche ni à droite, mais les deux à la fois ? L’Alliance Sahra Wagenknecht (BSW) au lendemain des élections européennes, ISBN 979-10-373-0885-6).
- Demokratie, Nation, Belastung. Kollaboration und NS-Belastung als Nachkriegsdiskus in Frankreich, Österreich und Westdeutschland (= Historische Zeitschrift, Beihefte (Neue Folge), Bd. 80). De Gruyter Oldenbourg, Berlin/Boston 2022, ISBN 978-3-11-069501-4.
- Die „Nachfolgepartei“. Die Integration der PDS in das politische System der Bundesrepublik Deutschland (= Quellen und Darstellungen zur Zeitgeschichte, Bd. 122). De Gruyter Oldenbourg, Berlin/Boston 2019, ISBN 978-3-11-063342-9 (Paperback-Ausgabe 2021, ISBN 978-3-11-076341-6).
- Was ist links und für wen? Die Linke im Ringen um ihre Identität (= Notes du Cerfa, Nr. 161). Institut français des relations internationales, Paris 2021, ISBN 979-10-373-0350-9 (frz. Quelle gauche en Allemagne? Le parti Die Linke en pleine crise identitaire, ISBN 979-10-373-0349-3).

### Herausgeberschaft
- (Hrsg. zusammen mit Felix Lieb) Parteien in der „Krise“. Wandel der Parteiendemokratie in den 1980er- und 1990er-Jahren (= Zeitgeschichte im Gespräch, Bd. 33). Metropol Verlag, Berlin 2021, ISBN 978-3-86331-620-4.

## Auszeichnungen
- 2014: Leserpreis der Vierteljahrshefte für Zeitgeschichte für den Aufsatz des Jahres[23]
- 2019: Forschungsförderpreis der Johannes Gutenberg-Universität Mainz